# Nikola Bendová
Nikola Bendová, född 4 november 1999 i Jablonec nad Nisou är en tjeckisk sprintlöpare. 
Bendová vann brons på ungdoms-EM 2016 på distansen 200 meter. Hon är även flerfaldig tjeckisk mästare på både 100 och 200 meter och hon innehar det tjeckiska juniorrekordet på båda distanserna. Hon blev också femma på 200 meter i Ungdomsvärldsmästerskapen i friidrott 2015 i Cali, Colombia samt femma på samma distans på Juniorvärldsmästerskapen i friidrott 2016 i Bydgoszcz, Polen. Bendová tränas av Lenka Masná.

## Personliga rekord
Senast uppdaterad 22 maj 2024
Utomhus
| Disciplin | Tid                | Datum             | Plats   |
| --------- | ------------------ | ----------------- | ------- |
| 100 m     | 11,41 s (+1,6 m/s) | 26 juli 2019      | Brno    |
| 150 m     | 17,09 s (-0,7 m/s) | 8 september 2020  | Ostrava |
| 200 m     | 23,16 (+0,7 m/s)   | 16 september 2020 | Kladno  |

Inomhus
| Disciplin | Tid     | Datum            | Plats   |
| --------- | ------- | ---------------- | ------- |
| 60 m      | 7,33 s  | 5 mars 2022      | Ostrava |
| 200 m     | 23,68 s | 2 februari 2023  | Ostrava |
| 400 m     | 53,48 s | 19 februari 2023 | Ostrava |